# Waxwork
Pour plus de détails, voir Fiche technique et Distribution.
Waxwork est un film américain réalisé par Anthony Hickox en 1988.

## Synopsis
Un groupe d'adolescents est invité pour une soirée privée dans un étrange musée de cire consacré aux mythes horrifiques. Ils ignorent que derrière chacune des expositions est un portail vers un monde parallèle où rôdent les créatures exposées.

## Fiche technique
- Titre original : Waxwork
- Réalisation : Anthony Hickox
- Scénario : Anthony Hickox
- Musique : Roger Bellon
- Image : Gerry Lively
- Montage : Christopher Cibelli
- Dates de sortie :
  - États-Unis : 17 juin 1988
  - France : janvier 1989 (Avoriaz Fantastic Film Festival)

## Distribution
(par ordre d'apparition à l'écran)
- Zach Galligan (VF : Daniel Lafourcade) : Mark Loftmore
- Jennifer Bassey : Mme Loftmore, la mère de Mark
- Joe Baker (VF : Henri Labussière): Jenkins, le domestique des Loftmore
- Deborah Foreman (VF : Malvina Germain) : Sarah
- Michelle Johnson (VF : Dominique Chauby) : China
- David Warner(VF : Jean-Pierre Leroux) : David Lincoln, le propriétaire du musée de cire
- Eric Brown : James
- Clare Carey : Gemma
- Buckley Norris (VF : Yves Barsacq) : Le professeur d'histoire
- Dana Ashbrook : Tony
- Micah Grant (VF : Mark Lesser) : Johnathan
- Mihály Mészáros (VF : Claude Rollet) : Hans
- Jack David Walker : Junior
- John Rhys-Davies (VF : Jean-Bernard Guillard) : Le loup-garou
- Nelson Welch : Le vieil homme
- James D.R. Hickox : Son jeune assistant
- Miles O'Keeffe (VF : Vincent Ropion) : Le comte Dracula
- Christopher Bradley : Stephan
- Tom McGreevey : Charles, le fiancé à la jambe tranchée
- Irene Olga López : La servante espagnole
- Charles McCaughan (VF : Jean-Louis Faure) : Inspecteur Roberts
- Julian Forbes : L'adjoint de Roberts
- Edward Ashley (VF : Yves Barsacq) : Professeur Sutherland, l'égyptologue
- Kendall Conrad : La fille dans la pyramide
- Eyal Rimmon : Le garçon égyptien
- Paul Badger : La momie
- Patrick Macnee (VF : Jean Berger) : Sir Wilfred
- J. Kenneth Campbell (VF : Patrick Guillemin) : Le marquis de Sade
- Anthony Hickox (VF : Sylvain Clément) : Prince anglais
- Staffan Ahrenberg : Garde français
- Gabriella Dufwa : Courtisane
- Gary M. Bettman : Le grand-père de Mark

## Autour du film
Le musée de cire rassemble 18 des thèmes horrifiques les plus célèbres :
- Le comte Dracula
- Le Fantôme de l'Opéra
- Une sorcière
- Le marquis de Sade
- Un loup-garou
- Une momie
- Un prêtre vaudou
- Un zombi
- Un tueur de légende urbaine (avec une hache)
- L'Homme invisible
- Le monstre de Frankenstein
- Un cocon du film L'Invasion des profanateurs de sépultures (Invasion of the Body Snatchers)
- Le bébé du film Le monstre est vivant (It's Alive !) et la vieille nounou de la pouponnière des Poupées du diable (The Devil-doll (1936))
- Une créature extraterrestre
- Un homme-cobra échappé d'un cirque
- Jack l'Éventreur
- Mister Hyde
- Un golem